# منتخب صربيا للكورفبال
منتخب صربيا للكورفبال هو ممثل صربيا الرسمي في المنافسات الدولية في كرة السلة الهولندية
.